# 毕季龙
毕季龙（1914年—2007年5月30日），原名毕庆芳，男，江苏仪征人，生于上海，中华人民共和国外交家。

## 生平
毕季龙1932年毕业于扬州中学。1936年毕业于国立中央大学财政系。曾任国民政府资源委员会专员、杭州英士大学教授。1948年获美国华盛顿大学工商管理硕士学位。1950年回国。历任外交部外交政策委员会秘书，朝鲜军事停战委员会中国人民志愿军代表团秘书长处处长，外交部研究室专员、新闻司副司长、国际条法司副司长。1979年6月出任主管联合国技术合作发展部的副秘书长。 

## 家庭
毕季龙出身扬州名门望族，曾祖母为劉銘傳之女，祖父毕畏三，父亲毕倚虹。外祖父杨圻，外祖母李国香（李鸿章外孙女、李经方之女），母亲杨全荫（字芬若）。有同母兄弟姐妹六人，是家中第三个儿子，弟弟毕朔望。另有异母妹一人。父亲逝世后，由叔叔毕介青收为嗣子:1、17。
夫人胡济邦为记者、外交家，是他在中大时的同学。